# Florencio Gómez Núñez
Florencio Gómez Núñez (Maracay, 7 de noviembre de 1908 - Caracas, 31 de diciembre de 1995) fue un aviador y deportista venezolano.

## Biografía
Hijo del general Juan Vicente Gómez y Dolores Amelia Núñez de Cáceres. Fue bautizado en la capilla del Palacio de Miraflores. Su infancia transcurrió en la ciudad de Maracay.
Estudió en el Colegio Salesiano de Valencia, en el estado Carabobo. Fue miembro fundador de la Cruz Roja de Maracay (1932). Nombrado por la Academia Hispanoamericana de Ciencias y Artes como Académico, el 26 de mayo de 1933, Cádiz (España). Presidente del Club “Venezuela” en Caracas (1933). De profesión agricultor y ganadero. 
Florencio Gómez Núñez, siempre estuvo al lado de su padre, el dictador Juan Vicente Gómez, por cuya circunstancia le cupo la suerte de estar situado cerca de la dirección de los altos destinos del país. Su desvelo por la aviación tanto militar como civil, estuvo colmada por la recompensa de su padre, quien para 1928 le nombró enlace entre el Presidente de la República y el Ministerio de Guerra y Marina, con la orden de consultársele previamente todo lo referente a los asuntos vinculados con la aviación.
Florencio Gómez Núñez fue protagonista y testigo del nacimiento de la Fuerza Aérea Venezolana, creada durante la dictadura de su padre, para sentar las bases del desarrollo de una de las armas fundamentales para el progreso y la defensa de la República.  A lo largo de su vida recibió numerosos homenajes y reconocimientos por parte de la Fuerza Aérea. Con la publicación de su libro “Mis Apuntes sobre la Aviación Venezolana” en el año 1970, dejó impresa su vivencia histórica de los inicios de la aviación venezolana. Fue invitado muchas veces por la Fuerza Aérea y los medios de comunicación social a participar, por sus conocimientos históricos, en conferencias, entrevistas y programas de radio y televisión.

### Actuaciones en la Aviación Venezolana
1. Estableció el servicio de correspondencia aérea a diferentes ciudades del país en el Farman 190, para perfeccionar el entrenamiento de los Pilotos Militares y ello facilitó la

Nacionalización de la Aeropostale Francesa.
1. Nacionalizó la Línea Aeropostale Francesa, al comprar esa Compañía a través de su persona, para fundar en 1934 la Línea Aeropostal Venezolana, la primera Línea Aérea Comercial del país.
2. Tuvo una especial participación en la creación de la Escuela de Radio – Telegrafistas y su adscripción a la Escuela de Aviación Militar.
3. Intervino directamente como factor decisivo para la conformación de la Ley de Aviación, el 25 de julio de 1930, y posteriormente su Reglamento Legal, concluido el 12 de diciembre de 1934.
4. Patrocinó el primer viaje de una Escuadrilla de tres aviones sobre los Andes Venezolanos, el 1 de mayo de 1929.
5. Como Representante Directo entre el General Juan Vicente Gómez y el Ministerio de Guerra y Marina, intervino en la compra de los primeros Aviones de Guerra en julio de 1928. Conformando el grupo por Breguet #Morane-Saulnier 145 y 230, Farman 190 y Curtiss-Osprey.
6. En el año 1933 intervino en la adquisición de otro grupo de Breguet 27.
7. Logró la adquisición por el Gobierno Nacional de Aviones Dewotine 500, Anfibios Loire-Oliver, 1935.
8. Fue Pionero para efectuar el primer vuelo nocturno en el País con un Breguet 19, llevado a cabo en Maracay entre los años 1929 y 1930.
9. Promocionó la primera Misión Militar de la Aviación Venezolana a la Ciudad de Cumaná, con Avión Breguet 19, el 12 de agosto de 1929.
10. Procedió a la Creación de la Primera Unidad de Combate denominado “Grupo

Venezuela”, en 1930, con aviones Breguet 19.
1. Intervino directamente para la compra del Primer Hidroavión JUNKER, en 1929, en el que se realizó el primer viaje con avión venezolano al extranjero, bajo el nombre de “Bolívar”, llevando a bordo a la Comitiva Venezolana a San Pedro Alejandrino, en Santa Marta, Colombia, para los homenajes al Padre de la Patria en el Primer Centenario de su muerte. El viaje se efectuó el 16 de diciembre de 1930.
2. Promovió el envío de la Primera Misión Aérea al extranjero en Plan de Entrenamiento y Prueba de aviones. Esto se realizó en Francia en enero de 1935.
3. Realizó un curso de amplio entrenamiento en la Escuela de Aviación Morane, teniendo como instructor al AS de la Aviación Francesa: Marcel Detroyat, en París el año de 1937.
4. Fue invitado por el Alto Mando Militar Alemán, a la Base Aérea Parow-Stralsund, Base Aérea que comandaba el Coronel Walter Friedensburg en 1937.
5. Tuvo el Alto Honor de volar en compañía de grandes aviadores como Charles Lindbergh, Dieudonné Costes, Marcel Doret y Marcel Detroyat.

Gómez Núñez, Florencio. "Mis Apuntes sobre la Aviación Venezolana", Editorial Impresos Moranduzzo S.R.L, 1970. Caracas, Venezuela.

### Fundador de “Guayabita”, la primera ganadería de reses bravas en Venezuela
Florencio, se destacó siempre como un gran aficionado a la Fiesta Brava. Su pasión desbordada por los toros le hizo adquirir junto con su hermano, Juan Vicente Gómez Núñez, en España, 180 cabezas de ganado de la famosa ganadería andaluza de los hermanos Pallarés Delsors de Cabra, Córdoba, trayendo toda esta ganadería a Venezuela en el año 1932, por barco hasta el puerto de Turiamo (Edo. Aragua), fundando así “Guayabita”, la primera ganadería de toros pura casta española en Venezuela. Los toros fueron seleccionados en España por la máxima figura del toreo Juan Belmonte y el famoso rejoneador cordobés Don Antonio Cañero que eran sus grandes amigos.

### Propietario y creador de la Plaza de Toros Maestranza de Maracay
La Maestranza de Maracay, fue inaugurada por el General en Jefe Juan Vicente Gómez, Presidente de la República, el 20 de enero de 1933. Su construcción se debió a la desmedida afición de sus hijos, Juan Vicente y Florencio Gómez Núñez, fundadores de la primera ganadería de toros pura casta de lidia en Venezuela “Guayabita”, empresarios y propietarios de la joya arquitectónica que encomendaron realizar a su gran amigo, el arquitecto Carlos Raúl Villanueva. El cartel de su inauguración lo integraron: el famoso rejoneador español don Antonio Cañero y los matadores de toros, Eleazar Sananes “Rubito” (venezolano), Manolo Bienvenida y Pepe Gallardo (españoles). Los toros lidiados fueron de la ganadería venezolana de “La Providencia”, perteneciente al hierro de los hermanos Gómez Núñez.
Florencio y su hermano Juan Vicente Gómez Núñez, organizaron las Ferias de Maracay en los años de 1933, 1934 y 1935. La Maestranza de Maracay, bautizada con el nombre de la máxima figura del toreo de Venezuela “César Girón”, es una plaza de toros llena de historia, donde se han presentado las más grandes figuras del toreo. Representa la cantera taurina venezolana y es una de las plazas de toros más bellas del mundo.
Florencio Gómez Núñez, fue empresario de corridas de toros en Caracas, Valencia y Maracay. Toreó con mucha frecuencia de capa y muleta como aficionado práctico. Se entusiasmó de igual manera por el arte del rejoneo, importando varios caballos domados de España. Entre esos caballos, mención especial merece, la jaca llamada “La Cabrera”, ganadora en España del Primer Premio del “Concurso de Jacas Domadas a la Andaluza” en Jerez de la Frontera en mayo del año 1931. Esta jaca fue adquirida en España por amigo, el rejoneador español Antonio Cañero. Florencio Gómez Núñez, cultivó una gran amistad con importantes figuras del toreo que escribieron páginas en la historia de la Fiesta Brava. La Asociación Venezolana de Criadores de Toros de Lidia lo designó por unanimidad como su Primer Miembro Honorario el 15/10/1985. El Concejo Municipal del Estado Aragua acordó el 21/10/1985, nombrar a Florencio Gómez Núñez persona notable con méritos para consultas necesarias, en lo relacionado con la Comisión Taurina del Distrito Girardot, y Asesor Ad-Honorem Vitalicio.

### Deportista y Promotor
Florencio Gómez Núñez, fue un gran aficionado deportivo. En su juventud practicó varios deportes y posteriormente se dedicó a patrocinarlos. Jugó y fundó junto con su hermano Juan Vicente los equipos de béisbol “Spalding Star”, que fue el primer equipo de béisbol de Maracay (1919) y posteriormente, el “Maracay B.B.C.” (1924). Allí jugaron: Santiago Torres “Péniman”, Lázaro Quesada, Balbino Inojosa, Rafael Net, Pepe Gino Lozada, y Manuel Antonio “El Pollo” Malpica, entre otros. También fundó el primer equipo de béisbol que existió en la Escuela Militar que se llamó “Los Cadetes” (1929) y el equipo “Gold Smith” de Maracay (1930).
De igual manera, Florencio Gómez Núñez y su hermano Juan Vicente, integraron y fundaron el primer equipo de basket-ball en Maracay, llamado “Piratas” en 1928. Ellos contrataron a un entrenador de basket puertorriqueño llamado Onofre Carballeira, quien fue Hall de la Fama de su país. Fue Miembro Fundador del Automóvil Club de Venezuela, el 28/10/1926 y promotor del Moto Club en Maracay (1926). En Polo Ecuestre, conformó en Maracay las escuadras “Mamoncito” y “Piratas”, durante el lapso comprendido entre 1928 y 1935. Fundó el Club de Polo de Maracay, el 13 de julio de 1928, disputándose un campeonato anual, al cual le dieron el nombre de “Copa Stabler”. Practicaban con caballos criollos e importados en el campo de la Escuela de Aviación Militar frente a los hangares.
A mediados del año 1932, Florencio y su hermano Juan Vicente, fundaron el primer haras que se estableció en Venezuela llamado Haras “Mamoncito”, dedicado exclusivamente a la cría de caballos de carrera. Criaron muchos caballos, el primero fue Maracay III, Lanza Libre, Copper Venus, Picaresco, Kaiser, Arrollador, Despreciado, Taparito y el más famoso Burlesco que tiene una estatua en la entrada del Hipódromo de La Rinconada. Los hermanos Gómez Núñez patrocinaron también el ciclismo en Venezuela, ayudando personalmente a Teo Capriles, donando la Copa “Vuelta al Lago de Valencia” ganada por Teo y también la Copa “Santa Rita” corrida el 5/7/1935, ganada por el ciclista Nicanor Caballero. 
En 1933, con la ayuda de los hermanos Juan Vicente y Florencio Gómez Núñez, Simón Chávez “El Pollo de la Palmita” viajó al exterior para enfrentarse a reconocidos boxeadores, convirtiéndose en el primer boxeador venezolano en pelear en Europa. Como promotor de Boxeo, organizó varios festivales boxísticos en la Plaza de Toros de Maracay, destacando la pelea del Campeonato Peso Pluma de Venezuela entre Enrique Chaffardet vs. Simón Chávez (1934) y el combate entre el cubano Ex-Campeón Mundial en dos categorías Eligio Sardiñas “Kid Chocolate” y el boxeador norteamericano Cliff Boykin, Ex-Campeón Pluma (1935). En la década de los años 50, Florencio Gómez Núñez integró la Junta Directiva del equipo de fútbol “La Salle S. C.” y contrató como Director Técnico al célebre portero español Ricardo Zamora en la época de la apasionada rivalidad existente entre los equipos La Salle y Loyola. En 1994, el historiador y cronista de Maracay Oldman Botello escribió un libro sobre las memorias de Florencio Gómez Núñez, titulado “Mis 27 años junto al General Gómez”.

### Fallecimiento
Falleció a los 87 años de edad, el 31 de diciembre de 1995, a las 11:55 p.m., la noche de Año Nuevo, al lado de su esposa Elena, su hija Rosa Elena y de sus tres nietos Juan Florencio, Rafael y Miguel Dupouy Gómez. Sus restos reposan en el Cementerio General del Sur en Caracas.

## Vida personal
Siendo niño, tuvo la dicha de ser atendido y curado de la fiebre amarilla por el eminente Dr. José Gregorio Hernández y preparado para recibir su Primera Comunión por la Madre María de San José, el 16 de julio de 1919.[cita requerida]
Casado con Elena Arráiz Lossada, el 23 de diciembre de 1935, de su matrimonio con Elena tuvo dos hijos, Rosa Elena Gómez Arráiz y Florencio Vicente Gómez Arráiz. De su relación anterior nacieron 2 hijos Carmen Amelia Gómez Muñoz y Florencio Antonio Gómez Muñoz.

## Premios y reconocimientos
- 1934: Diploma de la Orden Nacional de la Legion d'Honneur en el Grado de Caballero, otorgado por la Presidencia de la República de Francia.
- 1934: Comendador de la Orden del Libertador.
- 1956: Cruz de la Fuerza Aérea Venezolana, en su Segunda Clase.
- 1956: Designado Miembro Honorario de la Fuerza Aérea Venezolana.
- 1966: Diploma de Honor al Mérito como Reconocimiento del Museo Aeronáutico de la Fuerza Aérea Venezolana por su colaboración en la construcción de una Réplica del Avión Pionero de la Aviación Venezolana.
- 1970: Diploma de Reconocimiento emanado del Comandante General de la Aviación por su valiosa colaboración en la celebración del Año Jubilar.
- 1973: Diploma de Reconocimiento del Museo Aeronáutico de la Fuerza Aérea Venezolana por su colaboración en pro del Museo.
- 1974: Diploma de Reconocimiento de la Dirección de Aeronáutica Civil del Ministerio de Comunicaciones con motivo del Día de la Aviación Civil, por la labor desarrollada durante Cuarenta (40) años a favor de la Aeronáutica Civil Venezolana.
- 1975: Acta de Reconocimiento del Ministerio de la Defensa a los Creadores de la Aviación Militar de Venezuela.
- 1975: Placa de Reconocimiento de la Escuela de Aviación Militar en su cincuenta (50) Aniversario, a los Fundadores de la Aviación Militar Venezolana.
- 1975: Resolución del Museo del Transporte de la Línea Aeropostal Venezolana por su contribución al Desarrollo Aeronáutico del País.
- 1983: Cruz de las Fuerza Aérea Venezolana, en su Primera Clase.
- 1986: Placa de Reconocimiento del Aéreo Club Caracas por su valioso aporte a la Institución y a la Aviación Venezolana en el Cuadragésimo Aniversario de su Fundación.
- 1988: Orden Tte. Carlos Meyer Baldó, en su Única Clase.
- 1988: El Ministerio de la Defensa y el Instituto de Oficiales de F.F .A.A. en situación de Disponibilidad y Retiró otorgan Título de Miembro Honorario.
- 1988: Placa de Reconocimiento otorgada por el Comando General de la Aviación, en el Veinticinco (25) Aniversario de la Creación del Museo Aeronáutico.
- 1990: Alas de Piloto Comandante y placa de reconocimiento entregadas por la Línea Aeropostal Venezolana.
- 1990: Insignia de Honor de la Patrona de la Aviación, en su Única Clase, otorgada por el Sindicato Único de Trabajadores de la Aviación Comercial.
- 1991: Colocación en el Salón de los Pioneros de la Aviación del retrato de Florencio Gómez Núñez.
- 1992: Placa de Honor al Mérito, otorgada por la Escuela de Aviación Militar.
- 1992: Condecoración “Alas de Pecho de Piloto Comandante” otorgada por la F.A.V. Comandancia General de la Aviación.
- 1993: Medalla Naval Almirante Luis Brión en su Única Clase.
- 1993: “Cruz de las Fuerzas Armadas de Cooperación” en su Segunda Clase.
- 1993: Creación del Premio “Don Florencio Gómez Núñez”, destinado a incentivar y reconocer aquellas personas que a través de la investigación y la propia iniciativa, desarrollen proyectos que puedan contribuir al progreso tecnológico y que de esta manera, se traduzcan en beneficios y economía para la F.A.V. El premio lleva el nombre de “Don Florencio Gómez Núñez”, como justo reconocimiento a su labor desplegada durante el proceso de creación de la Fuerza Aérea Venezolana. Las tres modalidades del Premio son: Innovación Tecnológica, Desarrollo Tecnológico y Trabajo Sobresaliente. Decretado el 27 de abril de 1993.
- 1997: Reinauguración del Aeropuerto de Aragua, bautizado con el nombre de “Florencio Gómez Núñez” por la Gobernación del Estado Aragua.
- 2004: Inauguración del Centro de Investigación y Desarrollo Aeroespacial CIDAE, bautizado con el nombre de “Florencio Gómez Núñez”.